# 詩篇第150番 (ブルックナー)

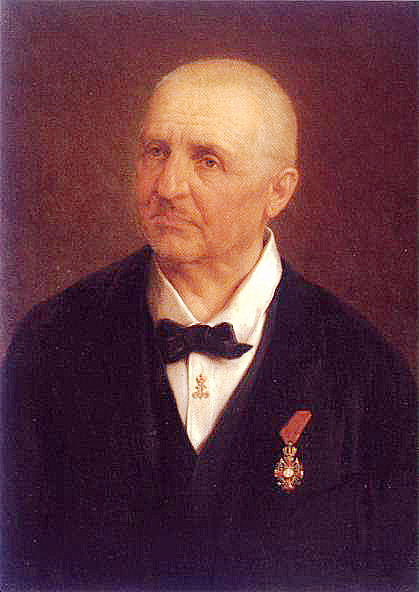
アントン・ブルックナー

『詩篇第150番』ハ長調（WAB38）は、アントン・ブルックナーが作曲した合唱曲。

## 作曲の経緯
1892年、ウィーン国際音楽演劇博覧会が催されることになり、ブラームスのもとに祝祭のためのカンタータ作曲の依頼が届いた。しかしブラームスは、依頼を持ち込んだリヒャルト・ホイベルガーに対してこう返答した。
| 「 | 身にあまる光栄で感謝しておりますと、失礼のないようにお伝えください。イベント関係には関わりたくないんだ。ブルックナーに頼むよう取りはからってよ。 | 」 |

ホイベルガーはブラームスに言われた通り、ブルックナーに博覧会の開会式のために作曲するよう打診した。1891年12月23日のことである。開会式は1892年5月7日だったが、ブルックナーはこの日に作品を間に合わせることができなかった。5月21日、ブルックナーはヴィルヘルム・ゲーリケへの手紙にこう書いている。
| 「 | ホイベルガー氏が私に送ってきた詩篇第150番は、まだ完成していません。というのも私は足の痛みに悩まされており、それがしばしば障害となっているのです。 | 」 |

そもそも作曲のために与えられた期間が短かったことに加えて、当時ブルックナーは健康上の問題を抱えていた。医師たちの診察によれば、動脈硬化、心不全、下肢水腫、静脈瘤、肝硬変、真性糖尿病などを抱えており、いずれも治癒不能と判断されていたのである。おまけに、4月29日まで『ドイツの歌』（WAB63）の作曲に取り組んでいたことも、『詩篇第150番』の作曲が進まなかった理由のひとつと考えられる。
6月29日、『詩篇第150番』はようやく完成された。10月9日の閉会式で演奏されることに決まり、今度は披露するまで時間的余裕ができた。7月7日と11日、ブルックナーは『詩篇第150番』に修正を施している。

## 初演
10月9日の閉会式で演奏される予定だったが、しかし博覧会に多額の赤字が生じたこともあって、閉会式における演奏は取りやめとなってしまった。11月13日、ヴィルヘルム・ゲーリケの指揮によりウィーン楽友協会の第1回演奏会において初演された。

## 演奏時間と楽器編成
| 木管   | 木管   | 金管                       | 金管                       | 打                         | 打                         | 弦                         | 弦                         |
| ------ | ------ | -------------------------- | -------------------------- | -------------------------- | -------------------------- | -------------------------- | -------------------------- |
| Fl.    | 2      | Hr.                        | 4                          | Timp.                      | ●                          | Vn.1                       | ●                          |
| Ob.    | 2      | Trp.                       | 3                          | 他                         |                            | Vn.2                       | ●                          |
| Cl.    | 2      | Trb.                       | 3                          | 他                         | Va.                        | ●                          |                            |
| Fg.    | 2      | Tub.                       | 1                          | 他                         | Vc.                        | ●                          |                            |
| 他     |        | 他                         |                            | 他                         | Cb.                        | ●                          |                            |
| その他 | その他 | ソプラノ独唱、混声四部合唱 | ソプラノ独唱、混声四部合唱 | ソプラノ独唱、混声四部合唱 | ソプラノ独唱、混声四部合唱 | ソプラノ独唱、混声四部合唱 | ソプラノ独唱、混声四部合唱 |

演奏時間は、約9分である。